# Moussac, Gard
Moussac là một xã trong vùng Occitanie. Xã Moussac, Gard nằm ở khu vực có độ cao trung bình 78 mét trên mực nước biển.